# 幂零元
在抽象代数中，對环 {\displaystyle R} 的一个元素 {\displaystyle x} ，若存在一個正整數 {\displaystyle n} 使得 {\displaystyle x^{n}} 等於環 {\displaystyle R}的加法單位元時，稱 {\displaystyle x} 是一个幂零元（英語：nilpotent element）。

## 例子
- 首先来看一个矩阵中的例子。在3阶方阵中，矩阵：

{\displaystyle A={\begin{bmatrix}0&1&0\\0&0&1\\0&0&0\end{bmatrix}}}
是一个幂零元，因为 {\displaystyle A^{3}=0}。
- 在商环Z/9Z中，同余类3是一个幂零元，因为32是同余类0。
- 對不滿足交換律的环 {\displaystyle R}中，如果元素 {\displaystyle a} 和 {\displaystyle b} 满足 {\displaystyle ab=0} ，那么元素 {\displaystyle c=ba}（如果非零的话）是一个幂零元，因为 {\displaystyle c^{2}=(ba)(ba)=b(ab)a=0} 。在矩阵環中的一个例子是：

{\displaystyle A_{1}={\begin{bmatrix}0&1\\0&1\end{bmatrix}},\;\;A_{2}={\begin{bmatrix}0&1\\0&0\end{bmatrix}}\ }
其中 {\displaystyle A_{1}A_{2}=0,\;(A_{2}A_{1})^{2}=0}

## 性质
在非平凡的交换环中，幂零元不可能是乘法的可逆元。每个幂零元显然都是零因子。
在交换环中，所有的幂零元组成一个理想，称作这个环的诣零根。每个素理想都包含所有的幂零元，实际上，所有素理想的交集就是环的诣零根。
如果 {\displaystyle x} 是幂零元，那么 {\displaystyle 1-x} 是一个可逆元，因为由 {\displaystyle x^{n}=0} 可得
{\displaystyle (1-x)(1+x+x^{2}+\dots +x^{n-1}=1-x^{n}=1} 。
更一般地，在满足交换律的情况下，可逆元与幂零元之和依然是一个可逆元。
一个域上的n阶方阵是幂零元，当且仅当它的特征多项式等于{\displaystyle t^{n}}。